# Horst Feistel
Horst Feistel (Berlín, 30 de enero de 1915 – 14 de noviembre de 1990) fue un criptógrafo que trabajó en el diseño de cifradores en IBM, iniciando la investigación que culminaría en el desarrollo del Data Encryption Standard (DES) en la década del 1970.

## Vida y obra
Feistel nació en Berlín en 1915 y se mudó a los Estados Unidos en 1934. Durante la Segunda Guerra Mundial, estuvo bajo arresto domiciliario, pero así y todo le fue otorgada la ciudadanía estadounidense el 31 de enero de 1944. Al día siguiente se le otorgó una autorización de seguridad y comenzó a trabajar para el centro de investigación de la fuerza aérea de Cambridge (AFCRC, por sus siglas en inglés, Air Force Cambridge Research Center) en dispositivos de identificación de amigo o enemigo (IFF, por sus siglas en inglés: Identification Friend or Foe) hasta la década del 1950. Luego fue empleado en el Laboratorio Lincoln del MIT, más tarde la corporación MITRE. Finalmente, se pasó a IBM, donde recibió mención por su trabajo en criptografía. En 1971, patentó el sistema criptográfico de cifrado en bloques en IBM.Su investigación en IBM condujo al desarrollo de los cifradores Lucifer y Data Encryption Standard (DES). Feistel fue uno de los primeros investigadores no gubernamentales en estudiar el diseño y la teoría de cifradores por bloques.
Feistel le dio su nombre al cifrado o red de Feistel — un método común para la construcción de cifradores por bloques.
Feistel obtuvo una licenciatura del MIT y un Máster de Harvard, ambos en física. Se casó con Leona en 1945, con quien tuvo una hija.